# Platja de la Mota de Sant Pere
La platja de la Mota de Sant Pere és una platja semiurbana del municipi de Cubelles (Garraf). Limita al nord-est amb la desembocadura del riu de Foix i un espigó que la separa de la platja Llarga, i al sud-oest limita amb la platja de les Salines. Orientada al sud-sud-est, té una longitud d'uns 1.800 metres per 100 d'amplada, formada per sorra fina, amb un pendent d'entrada a l'aigua suau. La platja compta amb tots els serveis bàsics de platja, com ara lavabos, dutxes, salvament i accés per a persones amb mobilitat reduïda.
L'Agència Catalana de l'Aigua efectua un control quinzenal de la qualitat de l'aigua, durant la temporada de bany, amb el resultat d'excel·lent. Està adherida a la destinació Costa de Barcelona, certificada per Biosphere des del 2017.